# Euroschinus aoupiniensis
Euroschinus aoupiniensis är en sumakväxtart som beskrevs av M. Hoff. Euroschinus aoupiniensis ingår i släktet Euroschinus och familjen sumakväxter. Inga underarter finns listade i Catalogue of Life.